# Турпан азійський
Турпан азійський (Melanitta stejnegeri) — вид водних птахів родини качкових (Anatidae). Поширений в Східній Азії.

## Назва
Вид названо на честь норвезького орнітолога Леонарда Штейнеґера (1851-1943).

## Поширення
Розмножується, в основному, в Сибіру, від Єнісею на схід до Камчатки і на південь до Монголії, де гніздиться в північній і західній частинах країни. Вони також локально гніздяться в північно-східному Казахстані в південній частині Алтаю. Місця зимівлі розташовані вздовж узбережжя Камчатки та Командорських островів на південь до Японії, Кореї та Китаю.

## Опис
Довжина тіла 51–58 см. Маса тіла самців — 1020—1437 г, самиці менші. В оперенні спостерігається статевий диморфізм. Більша частина оперення самця блискуче чорне. Під оком є біла пляма серпоподібної форми, що тягнеться за око. Важливою ідентифікаційною ознакою є форма великого наросту на дзьобі — його кінець спрямований вперед. Ніздрі заокруглені. Сторони дзьоба пурпурні до оранжево-червоних (червоніші ближче до основи та жовтіші ближче до кінчика дзьоба); його основа чорна. У самиці більша частина оперення темно-бура. Пір'я на череві з білими кінчиками. На вушних раковинах і навколо недоуздка є більш світлі плями. Райдужка світло-сіра у самців і коричнева у самиць. Ноги червоні у самців і брудно-жовті у самок. В обох статей на крилах є біле дзеркальце.